# کوتابوگودا
کوتابوگودا (به لاتین: Kotabogoda) یک منطقهٔ مسکونی در سری‌لانکا است که در استان مرکزی (سری‌لانکا) واقع شده‌است.